# Snake Range National Park
Snake Range National Park är en park i Australien. Den ligger i delstaten Queensland, omkring 660 kilometer nordväst om delstatshuvudstaden Brisbane. Snake Range National Park ligger 352 meter över havet.
Trakten runt Snake Range National Park är nära nog obefolkad, med mindre än två invånare per kvadratkilometer.. Det finns inga samhällen i närheten.
Omgivningarna runt Snake Range National Park är i huvudsak ett öppet busklandskap.  Genomsnittlig årsnederbörd är 817 millimeter. Den regnigaste månaden är januari, med i genomsnitt 155 mm nederbörd, och den torraste är augusti, med 16 mm nederbörd.